# 슈퍼맨 (애니메이션)
《슈퍼맨》(영어: Superman: The Animated Series 슈퍼맨: 디 애니메이티드 시리즈[*])은 DC 코믹스의 동명의 만화이자 슈퍼히어로를 원작으로 한 미국의 텔레비전 애니메이션이다.

## 개요
1992년부터 제작된 애니메이션 《배트맨》 후 프로그램으로 제작되었다. 스태프도 거의 비슷하다..